# Норма (футбольный клуб)
«Но́рма» — эстонский клуб из Таллина, расформированный в сезоне 1996/1997. В 1992 году «Норма Таллин» стала первым чемпионом эстонского чемпионата после распада СССР. В 1993 году «Норма» защитила чемпионский титул. «Норма» также становилась обладателем кубка Эстонии в 1994 году. В 1995 году клуб покинул первый дивизион. Спустя ещё год команда покинула и второй эстонский дивизион, попав в третий. И в 1997 году клуб прекратил своё существование.

## История
Основанная в 1959 году, «Норма» из Таллина являлась одним из крупнейших футбольных клубов в Эстонской ССР. Клуб участвовал в 32 чемпионатах Эстонской ССР (больше, чем любая другая команда), выигрывала титул чемпионов пять раз, а также шесть раз становилась обладателем кубка Эстонской ССР.
После того как Эстония получила независимость от СССР, «Норма» стала выступать в созданном чемпионате Эстонии (Meistriliiga) с 1991 года. Наравне со своим соперником «Лантаной» из Таллина, клуб был очень популярен среди этнических русских меньшинств в Эстонии. «Норма» выиграла первые два чемпионата Эстонии.

## Достижения
- Чемпион Эстонской ССР (5): 1964, 1967, 1970, 1979, 1988
- Обладатель Кубка Эстонской ССР (6): 1962, 1965, 1971, 1973, 1974, 1989
- Чемпион Эстонии (2): 1992, 1992/93
- Серебряный призёр Чемпионата Эстонии (1): 1993/94
- Финалист Кубка Эстонии (1): 1992/93
- Обладатель Кубка Эстонии (1): 1993/94

## «Норма» в чемпионате Эстонии
| Сезон     | Лига | Позиция | Голы +/- | Очки |
| --------- | ---- | ------- | -------- | ---- |
| 1992      | I    | 1       | +18      | 12   |
| 1992/1993 | I    | 1       | +86      | 42   |
| 1993/1994 | I    | 2       | +58      | 36   |
| 1994/1995 | I    | 6       | -42      | 10   |
| 1995/1996 | II   | 3       | +2       | 17   |
| 1996/1997 | II   | 8       | -22      | 7    |
| 1997/1998 | III  | _*      | _        | _    |

* Не участвовала

## «Норма» в еврокубках
| Сезон   | Кубок          | Раунд        | Страна         | Клуб    | Счёт      |
| ------- | -------------- | ------------ | -------------- | ------- | --------- |
| 1992/93 | Лига чемпионов | 1 кв. раунд* | Флаг Словении  | Олимпия | 0:3, 0:2  |
| 1993/94 | Лига чемпионов | 1 кв. раунд  | Флаг Финляндии | ХИК     | 1:1, 0:1  |
| 1994/95 | Кубок кубков   | 1 кв. раунд  | Флаг Словении  | Марибор | 1:4, 0:10 |

- 1 кв. раунд — 1 квалификационный раунд